# Campeonato Mundial de Halterofilismo de 1998
O Campeonato Mundial de Halterofilismo de 1998 foi a 69ª edição do campeonato de halterofilismo, organizado pela Federação Internacional de Halterofilismo (FIH), em Lathi, na Finlândia, entre 10 a 15 de novembro de 1998. Foram disputadas 15 categorias (8 masculino e 7 feminino), com a presença de 332 halterofilistas (210 masculino e 122 feminino) de 53 nacionalidades filiadas à Federação Internacional de Halterofilismo (FIH). Teve como destaque a China com 27 medalhas no total, sendo 14 de ouro.

## Medalhistas

### Masculino
| Evento    | Ouro                         | Ouro     | Prata                       | Prata    | Bronze                       | Bronze   |
| 56 kg     | 56 kg                        | 56 kg    | 56 kg                       | 56 kg    | 56 kg                        | 56 kg    |
| --------- | ---------------------------- | -------- | --------------------------- | -------- | ---------------------------- | -------- |
| Arranque  | Halil Mutlu · Turquia        | 135,0 kg | Lan Shizhang · China        | 127,5 kg | William Vargas · Cuba        | 127,5 kg |
| Arremesso | Halil Mutlu · Turquia        | 160,0 kg | Ivan Ivanov · Bulgária      | 160,0 kg | Lan Shizhang · China         | 157,5 kg |
| Total     | Halil Mutlu · Turquia        | 295,0 kg | Lan Shizhang · China        | 285,0 kg | Ivan Ivanov · Bulgária       | 282,5 kg |
| 62 kg     |                              |          |                             |          |                              |          |
| Arranque  | Leonidas Sabanis · Grécia    | 147,5 kg | Nikolaj Pešalov · Croácia   | 145,0 kg | Sevdalin Minchev · Bulgária  | 140,0 kg |
| Arremesso | Leonidas Sabanis · Grécia    | 172,5 kg | Nikolaj Pešalov · Croácia   | 172,5 kg | Sevdalin Minchev · Bulgária  | 170,0 kg |
| Total     | Leonidas Sabanis · Grécia    | 320,0 kg | Nikolaj Pešalov · Croácia   | 317,5 kg | Sevdalin Minchev · Bulgária  | 310,0 kg |
| 69 kg     |                              |          |                             |          |                              |          |
| Arranque  | Plamen Zhelyazkov · Bulgária | 160,0 kg | Wan Jianhui · China         | 158,0 kg | Georgios Tzelilis · Grécia   | 155,0 kg |
| Arremesso | Plamen Zhelyazkov · Bulgária | 190,0 kg | Galabin Boevski · Bulgária  | 185,0 kg | Valerios Leonidis · Grécia   | 185,0 kg |
| Total     | Plamen Zhelyazkov · Bulgária | 350,0 kg | Georgios Tzelilis · Grécia  | 340,0 kg | Wan Jianhui · China          | 340,0 kg |
| 77 kg     |                              |          |                             |          |                              |          |
| Arranque  | Giorgi Asanidze · Geórgia    | 168,0 kg | Mehmet Yılmaz · Turquia     | 165,0 kg | Zlatan Vanev · Bulgária      | 162,5 kg |
| Arremesso | Zlatan Vanev · Bulgária      | 202,5 kg | Petar Tanev · Bulgária      | 202,5 kg | Viktor Mitrou · Grécia       | 202,5 kg |
| Total     | Zlatan Vanev · Bulgária      | 365,0 kg | Petar Tanev · Bulgária      | 362,5 kg | Mehmet Yılmaz · Turquia      | 360,0 kg |
| 85 kg     |                              |          |                             |          |                              |          |
| Arranque  | Georgi Gardev · Bulgária     | 177,5 kg | Pyrros Dimas · Grécia       | 178,0 kg | Yury Myshkovets · Rússia     | 175,0 kg |
| Arremesso | Marc Huster · Alemanha       | 210,0 kg | Pyrros Dimas · Alemanha     | 210,0 kg | Yury Myshkovets · Rússia     | 207,5 kg |
| Total     | Pyrros Dimas · Alemanha      | 387,5 kg | Marc Huster · Alemanha      | 385,0 kg | Yury Myshkovets · Rússia     | 382,5 kg |
| 94 kg     |                              |          |                             |          |                              |          |
| Arranque  | Oliver Caruso · Alemanha     | 182,5 kg | Tadeusz Drzazga · Polónia   | 180,0 kg | Akakios Kakiasvilis · Grécia | 180,0 kg |
| Arremesso | Akakios Kakiasvilis · Grécia | 220,0 kg | Leonidas Kokas · Grécia     | 217,5 kg | Szymon Kołecki · Polónia     | 218,0 kg |
| Total     | Akakios Kakiasvilis · Grécia | 400,0 kg | Oliver Caruso · Alemanha    | 395,0 kg | Leonidas Kokas · Grécia      | 392,5 kg |
| 105 kg    |                              |          |                             |          |                              |          |
| Arranque  | Cui Wenhua · China           | 195,0 kg | Denys Hotfrid · Ucrânia     | 192,5 kg | Ihor Razoronov · Ucrânia     | 190,0 kg |
| Arremesso | Ihor Razoronov · Ucrânia     | 232,5 kg | Martin Tešovič · Eslováquia | 227,5 kg | Cui Wenhua · China           | 225,0 kg |
| Total     | Ihor Razoronov · Ucrânia     | 422,5 kg | Cui Wenhua · China          | 420,0 kg | Denys Hotfrid · Ucrânia      | 415,0 kg |
| +105 kg   |                              |          |                             |          |                              |          |
| Arranque  | Ara Vardanyan · Armênia      | 197,5 kg | Andrey Chemerkin · Rússia   | 197,5 kg | Viktors Ščerbatihs · Letônia | 195,0 kg |
| Arremesso | Andrey Chemerkin · Rússia    | 240,0 kg | Paweł Najdek · Polónia      | 232,5 kg | Ara Vardanyan · Armênia      | 230,0 kg |
| Total     | Andrey Chemerkin · Rússia    | 437,5 kg | Ara Vardanyan · Armênia     | 427,5 kg | Viktors Ščerbatihs · Letônia | 422,5 kg |

- — RECORDE MUNDIAL

### Feminino
| Evento    | Ouro                          | Ouro     | Prata                           | Prata    | Bronze                          | Bronze   |
| 48 kg     | 48 kg                         | 48 kg    | 48 kg                           | 48 kg    | 48 kg                           | 48 kg    |
| --------- | ----------------------------- | -------- | ------------------------------- | -------- | ------------------------------- | -------- |
| Arranque  | Li Yunli · China              | 80,0 kg  | Chu Nan-mei · Taipé Chinesa     | 77,5 kg  | Tsai Huey-woan · Taipé Chinesa  | 77,5 kg  |
| Arremesso | Li Yunli · China              | 102,5 kg | Chu Nan-mei · Taipé Chinesa     | 95,0 kg  | Kaori Niyanagi · Japão          | 95,0 kg  |
| Total     | Li Yunli · China              | 182,5 kg | Chu Nan-mei · Taipé Chinesa     | 172,5 kg | Tsai Huey-woan · Taipé Chinesa  | 172,5 kg |
| 53 kg     |                               |          |                                 |          |                                 |          |
| Arranque  | Wang Xiufen · China           | 92,5 kg  | Izabela Dragneva · Bulgária     | 87,5 kg  | Robin Goad · Estados Unidos     | 82,5 kg  |
| Arremesso | Wang Xiufen · China           | 117,5 kg | Izabela Dragneva · Bulgária     | 105,0 kg | Robin Goad · Estados Unidos     | 100,0 kg |
| Total     | Wang Xiufen · China           | 210,0 kg | Izabela Dragneva · Bulgária     | 192,5 kg | Robin Goad · Estados Unidos     | 182,5 kg |
| 58 kg     |                               |          |                                 |          |                                 |          |
| Arranque  | Kuo Ping-chun · Taipé Chinesa | 92,5 kg  | Song Zhijuan · China            | 92,5 kg  | Neli Yankova · Bulgária         | 87,5 kg  |
| Arremesso | Kuo Ping-chun · Taipé Chinesa | 115,0 kg | Maryse Turcotte · Canadá        | 115,0 kg | Song Zhijuan · China            | 115,0 kg |
| Total     | Kuo Ping-chun · Taipé Chinesa | 207,5 kg | Song Zhijuan · China            | 207,5 kg | Neli Yankova · Bulgária         | 200,0 kg |
| 63 kg     |                               |          |                                 |          |                                 |          |
| Arranque  | Chen Jui-lien · Taipé Chinesa | 102,5 kg | Valentina Popova · Rússia       | 100,0 kg | Shi Lihua · China               | 97,5 kg  |
| Arremesso | Shi Lihua · China             | 127,5 kg | Chen Jui-lien · Taipé Chinesa   | 122,5 kg | Aneta Szczepańska · Polónia     | 115,0 kg |
| Total     | Chen Jui-lien · Taipé Chinesa | 225,0 kg | Shi Lihua · China               | 225,0 kg | Valentina Popova · Rússia       | 215,0 kg |
| 69 kg     |                               |          |                                 |          |                                 |          |
| Arranque  | Tang Weifang · China          | 110,5 kg | Erzsébet Márkus · Hungria       | 102,5 kg | Wu Mei-yi · Taipé Chinesa       | 100,0 kg |
| Arremesso | Tang Weifang · China          | 130,0 kg | Wu Mei-yi · Taipé Chinesa       | 127,5 kg | Irina Kasimova · Rússia         | 127,5 kg |
| Total     | Tang Weifang · China          | 240,0 kg | Wu Mei-yi · Taipé Chinesa       | 227,5 kg | Irina Kasimova · Rússia         | 225,0 kg |
| 75 kg     |                               |          |                                 |          |                                 |          |
| Arranque  | Karoliina Lundahl · Finlândia | 105,0 kg | Mónica Carrió · Espanha         | 100,0 kg | Şule Şahbaz · Turquia           | 100,0 kg |
| Arremesso | Gao Xiaoyan · China           | 130,0 kg | Karoliina Lundahl · Finlândia   | 125,0 kg | Mária Takács · Hungria          | 120,0 kg |
| Total     | Karoliina Lundahl · Finlândia | 230,0 kg | Şule Şahbaz · Turquia           | 220,0 kg | Mária Takács · Hungria          | 217,5 kg |
| +75 kg    |                               |          |                                 |          |                                 |          |
| Arranque  | Agata Wróbel · Polónia        | 115,0 kg | María Isabel Urrutia · Colômbia | 110,0 kg | Tang Gonghong · China           | 110,0 kg |
| Arremesso | Tang Gonghong · China         | 145,0 kg | Chen Hsiao-lien · Taipé Chinesa | 140,0 kg | María Isabel Urrutia · Colômbia | 132,5 kg |
| Total     | Tang Gonghong · China         | 255,0 kg | Chen Hsiao-lien · Taipé Chinesa | 245,0 kg | María Isabel Urrutia · Colômbia | 242,5 kg |

- — RECORDE MUNDIAL

## Quadro de medalhas
Quadro de medalhas no total combinado
| Ordem | País           | Medalha de ouro | Medalha de prata | Medalha de bronze | Total |
| ----- | -------------- | --------------- | ---------------- | ----------------- | ----- |
| 1     | China          | 4               | 4                | 1                 | 9     |
| 2     | Grécia         | 3               | 1                | 1                 | 5     |
| 3     | Taipé Chinesa  | 2               | 3                | 1                 | 7     |
| 4     | Bulgária       | 2               | 2                | 3                 | 7     |
| 5     | Turquia        | 1               | 1                | 1                 | 3     |
| 6     | Rússia         | 1               | 0                | 3                 | 4     |
| 7     | Ucrânia        | 1               | 0                | 1                 | 2     |
| 8     | Finlândia      | 1               | 0                | 0                 | 1     |
| 9     | Alemanha       | 0               | 2                | 0                 | 2     |
| 10    | Armênia        | 0               | 1                | 0                 | 1     |
| 10    | Croácia        | 0               | 1                | 0                 | 1     |
| 12    | Colômbia       | 0               | 0                | 1                 | 1     |
| 12    | Hungria        | 0               | 0                | 1                 | 1     |
| 12    | Letônia        | 0               | 0                | 1                 | 1     |
| 12    | Estados Unidos | 0               | 0                | 1                 | 1     |
| Total | Total          | 15              | 15               | 15                | 45    |

Quadro de medalhas nos levantamentos + total combinado
| Ordem | País           | Medalha de ouro | Medalha de prata | Medalha de bronze | Total |
| ----- | -------------- | --------------- | ---------------- | ----------------- | ----- |
| 1     | China          | 14              | 7                | 6                 | 27    |
| 2     | Bulgária       | 6               | 7                | 7                 | 20    |
| 3     | Grécia         | 6               | 4                | 5                 | 15    |
| 4     | Taipé Chinesa  | 5               | 8                | 3                 | 16    |
| 5     | Turquia        | 3               | 2                | 2                 | 7     |
| 6     | Rússia         | 2               | 2                | 6                 | 10    |
| 7     | Alemanha       | 2               | 2                | 0                 | 4     |
| 8     | Ucrânia        | 2               | 1                | 2                 | 5     |
| 9     | Finlândia      | 2               | 1                | 0                 | 3     |
| 10    | Polónia        | 1               | 2                | 2                 | 5     |
| 11    | Armênia        | 1               | 1                | 1                 | 3     |
| 12    | Geórgia        | 1               | 0                | 0                 | 1     |
| 13    | Croácia        | 0               | 3                | 0                 | 3     |
| 14    | Colômbia       | 0               | 1                | 2                 | 3     |
| 14    | Hungria        | 0               | 1                | 2                 | 3     |
| 16    | Canadá         | 0               | 1                | 0                 | 1     |
| 16    | Eslováquia     | 0               | 1                | 0                 | 1     |
| 16    | Espanha        | 0               | 1                | 0                 | 1     |
| 19    | Estados Unidos | 0               | 0                | 3                 | 3     |
| 20    | Letônia        | 0               | 0                | 2                 | 2     |
| 21    | Cuba           | 0               | 0                | 1                 | 1     |
| 21    | Japão          | 0               | 0                | 1                 | 1     |
| Total | Total          | 45              | 45               | 45                | 135   |

## Classificação por equipe
| Posição | Equipe   | Pontos |
| ------- | -------- | ------ |
| 1       | Grécia   | 566    |
| 2       | Bulgária | 566    |
| 3       | China    | 428    |
| 4       | Turquia  | 423    |
| 5       | Alemanha | 419    |
| 6       | Rússia   | 396    |

| Posição | Equipe         | Pontos |
| ------- | -------------- | ------ |
| 1       | China          | 508    |
| 2       | Taipé Chinesa  | 453    |
| 3       | Hungria        | 328    |
| 4       | Canadá         | 317    |
| 5       | Estados Unidos | 314    |
| 6       | Polónia        | 306    |

## Participantes
Um total de 332 halterofilistas de 55 nacionalidades participaram do evento.
| - Argélia (3) - Argentina (2) - Armênia (5) - Austrália (8) - Áustria (1) - Azerbaijão (6) - Bielorrússia (4) - Bélgica (2) - Bulgária (12) - Camarões (2) - Canadá (15) - China (15) - Taipé Chinesa (11) - Colômbia (8) - Croácia (6) - Cuba (2) - Chéquia (4) - Dinamarca (4) - Equador (2) | - Egito (12) - Finlândia (15) - França (12) - Geórgia (2) - Alemanha (11) - Reino Unido (7) - Grécia (13) - Hungria (15) - Irlanda (2) - Israel (5) - Itália (10) - Japão (7) - Cazaquistão (2) - Letônia (6) - Lituânia (1) - México (1) - Moldávia (2) - Nauru (10) - Países Baixos (4) | - Nova Zelândia (1) - Noruega (3) - Panamá (1) - Polónia (12) - Portugal (1) - Roménia (6) - Rússia (10) - Eslováquia (5) - Coreia do Sul (2) - Espanha (9) - Suécia (2) - Suíça (1) - Turquia (9) - Uganda (3) - Ucrânia (6) - Estados Unidos (7) - Venezuela (5) |